# Phalaenopsis cochlearis
Phalaenopsis cochlearis (возможные русские названия Фаленопсис ложечный, или Фаленопсис кохлеарис) — моноподиальное эпифитное трявянистое растение семейства Орхидные.
Вид не имеет устоявшегося русского названия, в русскоязычных источниках используется научное название Phalaenopsis cochlearis.
Английское название — Spoon-like Phalaenopsis.

## Синонимы
Polychilos cochlearis (Holttum) Shim, 1982

## Биологическое описание
Литофит, реже эпифит средних размеров. Растет в предгорных влажных лесах на известняковых обнажениях на высотах до 600—700 м над уровнем моря.
Стебель укороченный. Листьев 2—4, редко 6.
Листья тонкие, продолговато-овальные. На поверхности листа можно разглядеть 5 продольных полосок (жилок) с обеих сторон от центральной жилы. Длина листа около 20 см, ширина — 8 см.
Цветонос 30—50 см, прямостоящий, ветвящийся.
Цветки без запаха, по фактуре тонкие с хорошо различимыми сегментами, в диаметре 4—5 см. Окраска цветков варьируется от белого до бледно-зеленого, зелёного или жёлтого с двумя коричневыми или коричнево-оранжевыми полосками у основания лепестков. 
 Сезон цветения — осень, продолжительность цветения 1—2 месяца.

## Ареал, экологические особенности
Малайзия, Саравак, Калимантан.
В местах произрастания сезонных колебаний температур практически нет. Разница между дневными и ночными температурами 6—8 °C. Относительная влажность воздуха колеблется от 82 до 88 %. Максимальное количество осадков выпадает с октября по март, в это время среднемесячные значения колеблются от 300 до 680 мм. С апреля по сентябрь дождей меньше, среднемесячные значения 180—220 мм.

## История
Первые Phalaenopsis cochlearis были обнаружены ещё в конце XIX века, описаны Генрихом Густавом Райхенбахом.

## В культуре
В культуре читается сложным.
Температурная группа — теплая.
Требования к освещению: 800—1200 FC, 8608—12912 lx.
Плохо переносит повреждения корней. Новые наращивает с трудом. Регулярное добавление в субстрат карбоната кальция или извести может иметь положительное влияние на рост и здоровье растения.
Дополнительная информация о агротехнике в статье Фаленопсис.
Активно используется в гибридизации.

## Первичныегибриды(грексы)
- Amblearis — amboinensis х cochlearis (Dr Henry M Wallbrunn) 1972
- Andy Jackson — cochlearis х stuartiana (Atmo Kolopaking) 1982
- Anthony The — cochlearis х equestris (Atmo Kolopaking) 1981
- Austin Chow — philippinensis х cochlearis (Austin Chow) 2001
- Golden Bantam — cornu-cervi х cochlearis (Dr Henry M Wallbrunn) 1970
- Golden Jubilee — cochlearis х fasciata (Irene Dobkin) 1975
- Little Darlin' — violacea х cochlearis (Jones & Scully) 1969
- Maculearist — maculata х cochlearis (Shaffer’s Tropical Garden) 1985
- Memoria Frederick Thornton — fimbriata х cochlearis (Dr Stephen A Pridgen) 1985
- Tridacna — gigantea х cochlearis (Dr Henry M Wallbrunn) 1983
- Viviane Dream — amabilis х cochlearis (Luc Vincent) 1999